# David Wayne (zanger)
David Wayne (Renton (Washington), 1 januari 1958 - Tacoma (Washington), 10 mei 2005) was de (voormalig) zanger van de Amerikaanse metalband Metal Church.
Ook was hij zanger bij de eveneens Amerikaanse metalband Reverend.
David overleed op 10 mei 2005 aan de gevolgen van een auto-ongeluk.

## Discografie

### Metal Church
- Metal Church - 1984
- The Dark - 1986
- Live - 1998
- Masterpeace - 1999

### Reverend
- Reverend (EP) - 1989
- World Won't Miss You - 1990
- Play God - 1991
- Live - 1992
- A Gathering Of Demons - 2001.

- International Standard Name Identifier: 0000 0004 0718 9352
- MusicBrainz: 071ec77e-2f8a-4fc5-977a-261c2a463420